# Tel Kataf
Tel Kataf (hebrejsky: תל קטף) je pahorek o nadmořské výšce cca - 250 metrů v severním Izraeli, v Bejtše'anském údolí.
Leží v zemědělsky intenzivně využívané krajině cca 7 kilometrů jihovýchodně od města Bejt Še'an a na severním okraji vesnice Kfar Ruppin. Má podobu nevýrazného odlesněného návrší, které na severní straně míjí vádí Nachal Avuka, jež nedaleko odtud ústí do řeky Jordán. Na západ od pahorku leží rovinatá krajina Bejtše'anského údolí, jíž prochází lokální silnice 6688 do Ma'oz Chajim. Na severní straně stojí pahorek Tel Karpas. Na východ odtud zase pahorek Tel Artal.